# Гюльхан, Ахмет
Ахмет Гюльхан (род. 28 марта 1978, Анкара) — турецкий борец вольного стиля,чемпион и призёр чемпионатов мира среди студентов,  победитель Всемирных военных игр, чемпион и призёр чемпионатов Европы, обладатель Кубка мира, участник летних Олимпийских игр 2008 года в Пекине. Выступал в полусредней (до 69 кг) и средней (до 74 кг) весовых категориях. На Олимпиаде в первой схватке победил австралийца Али Абдо, но затем уступил россиянину Бувайсару Сайтиеву. В утешительной схватке турок проиграл южнокорейцу Чо Бён Гвану и занял итоговое 9-е место.